# Shounen-ai
Shounen-ai (少年愛) er en genre indenfor anime og manga, der handler om romantikken og forholdet mellem mænd eller drenge. Det oversættes direkte til "drenge kærlighed". Manga under denne genre bliver ofte skrevet af en kvindelig forfatter. Selvom man skulle tro anderledes, er det også rettet mod et kvindelig publikum. 

Shounen ai fokuserer mere på drama og romantik end det seksuelle forhold mellem mænd. Det er en meget populær genre manga i Japan, men også i resten af Asien og i Vesten. Der er en anden variant kaldt yaoi, som er mere om det seksuelle end det romantiske.